# A Guarda
A Guarda là một đô thị trong tỉnh Pontevedra, Galicia, Tây Ban Nha.